# Akbar Haixemi Rafsanjani
Akbar Haixemi Rafsanjani (persa: اکبر هاشمی رفسنجانی)  (Bahreman, 25 d'agost de 1934 - Teheran i Tajrish, 8 de gener de 2017) fou un polític iranià, president de l'Iran des del 3 d'agost de 1989 fins al 2 d'agost de 1997.

## Biografia

### Orígens, estudis i formació
Fill d'agricultors acomodats, va estudiar a la hawza de Qom, ciutat santa del xiisme, durant una dotzena d'anys; d'aquests, sis van ser sota el mestratge de l'aiatol·là Khomeini, del qual va esdevenir un dels més fidels ajudants.
No gaire apassionat per l'estudi dels comentaris de l'Alcorà, es dedicà a fer d'agitador polític, per la qual cosa fou detingut fins a quatre vegades, i assoleix èxit com a home de negocis; en aquesta vessant, realitzà, entre 1960 i 1976, algunes operacions immobiliàries a Qom que li comportaren interessants beneficis. Esdevingué igualment un dels més importants majoristes de festucs de l'Iran i fou considerat com l'home més ric del país; la seva fortuna personal s'estima en milers de milions de dòlars.
El 1979, abans de la caiguda del xa, presentant-se com el representant dels petits comerciants del basar, que li havien donat el sobrenom d'Akbar Xa (rei Akbar), va enganyar els periodistes internacionals, en particular, els periodistes francesos, en afirmar que l'únic objectiu del moviment era la instauració d'una república democràtica.

### Carrera política
El 1980 fou elegit president del majlis (parlament).
Durant el conflicte amb l'Iraq (1980- 1988), fou el fonament de poder de l'aiatol·là Khomeini al poderós Consell de la guerra. Li ha estat retret, d'altra banda, el fet d'haver perllongat inútilment les hostilitats després de la reconquesta dels territoris envaïts per l'Iraq.
De març 1983 a juny 1986, intenta amb França un joc subtil, entre negociacions secretes i pressions terroristes, com l'atemptat de Beirut el 1983 que va matar 60 militars francesos; un joc que arribarà a fer que el govern francès es plegui als seus desitjos. Així doncs, aquest acabarà lliurant, a partir de juny 1986, 100.000 obusos amb la societat Luchaire com a intermediària. També expulsarà, el novembre, Massoud Radjavi, que anirà a refugiar-se a l'Iraq, i ingressarà al govern iranià un xec de 330 milions de dòlars, en concepte de les accions que l'Iran posseïa a la societat d'enriquiment d'urani Eurodif.
El març 1988, Khomeini l'anomena comandant en cap dels exèrcits iranians, i l'abril imposa l'alto el foc amb l'Iraq.
A la primavera del 1989, llança crides al terrorisme, abans de desmentir-les dolçament. El 5 de maig, havia apel·lat els palestins a matar americans, britànics o francesos; després feu desfilar 10.000 homes en armes del Hesbol·là libanès a Baalbek just el Dia de Jerusalem. A començaments d'agost del 1989, ofereix la seva ajuda per accelerar l'alliberament dels ostatges occidentals al Líban, després d'haver negociat un gest amb els Estats Units directament per telèfon amb el president George Bush - els béns iranians als Estats units, bloquejats des de la mort del xa el 1980, ascendien llavors a 12.000 milions de dòlars -, ordena a l'Hesbol·là suspendre tota execució d'ostatges.
El 28 de juliol del 1989, és elegit president de la República iraniana després escollit de nou fins a agost 1997, amb un programa d'obertura i de reformes contra els que s'anomenaven llavors 'els irreductibles, el cap de fila dels quals era Mohtaixemi. Afirmava llavors : No es construeix una presa amb eslògans... L'Iran fa venir sempre el seu blat, la seva carn, les seves peces de recanvi, els seus vehicles i els seus experts de l'estranger!. Sovint en conflicte amb el parlament conservador, aquest va acomiadar certs col·laboradors de Rafsanjani, com ara el ministre de cultura Muhammad Khatami el 1992 i el ministre de l'Economia Mohsen Nourbakhsh el 1994.
Candidat a l'elecció presidencial de juny de 2005, arriba al capdavant de la primera volta amb el 21,1% dels vots contra 19,4% de l'islamista conservador Mahmud Ahmadinejad. En la segona volta, és vençut per aquest últim, en no recollir més que el 35,9% dels sufragis. Aquesta derrota és la més important de la seva carrera.
Rafsanjani és actualment president del Consell de Discerniment i aconsella el Guia de la revolució sobre els assumptes de política nacional.
El desembre de 2006, Rafsandjani és escollit en tant que representant de Teheran com a membre de l'Assemblea dels experts. Posteriorment, la resta de membres de l'organisme el trien per al càrrec de president de l'Assemblea el 4 de setembre de 2007.

## Atemptat de l'AMIA
La justícia argentina (octubre del 2006) va acusar oficialment el govern iranià i el moviment libanès Hesbol·là de ser responsables de l'Atemptat de l'AMIA. Per tal motiu, es va reclamar una ordre d'arrest internacional contra Rafsanjani i vuit altres funcionaris i diplomàtics iranians.